# Aleja Rzeczypospolitej w Gdańsku
Aleja Rzeczypospolitej – aleja w Gdańsku, w dzielnicach Zaspa i Przymorze.

## Charakterystyka
Przecina, z północy na południe, dzielnicę Zaspa. Łączy ten rejon miasta z Wrzeszczem i dalej ze Śródmieściem. Znajdują się przy niej Galeria Zaspa (wcześniej znana jako Centrum Handlowe ETC, będące w 1994 największym centrum handlowym w Gdańsku) oraz Park im. Jana Pawła II.
Pomiędzy jezdniami alei biegną tory tramwajowe. Poruszają się po nich tramwaje: 2, 4, 5, 8. Ponadto kursują tutaj autobusy linii N1 i 227. Obok ulicy znajduje się też pętla tramwajowa Zaspa.
Ulica wchodzi w skład powstałej w l. 70. i 80. XX wieku osi ulicznej dolnego tarasu, która umożliwiła rozwój terenów zurbanizowanych w tej części miasta. Biegnącą wzdłuż tej osi linię tramwajową zaczęto budować w 1974 i oddano do użytku 31 grudnia 1977.
Do 1990 ulica nosiła nazwę radzieckiego marszałka Konstantego Rokossowskiego.
Przewidywana jest rozbiórka ok. 40-letniej kładki dla pieszych znajdującej się u zbiegu z Aleją Jana Pawła II i zastąpienie jej czterema mniejszymi obiektami.

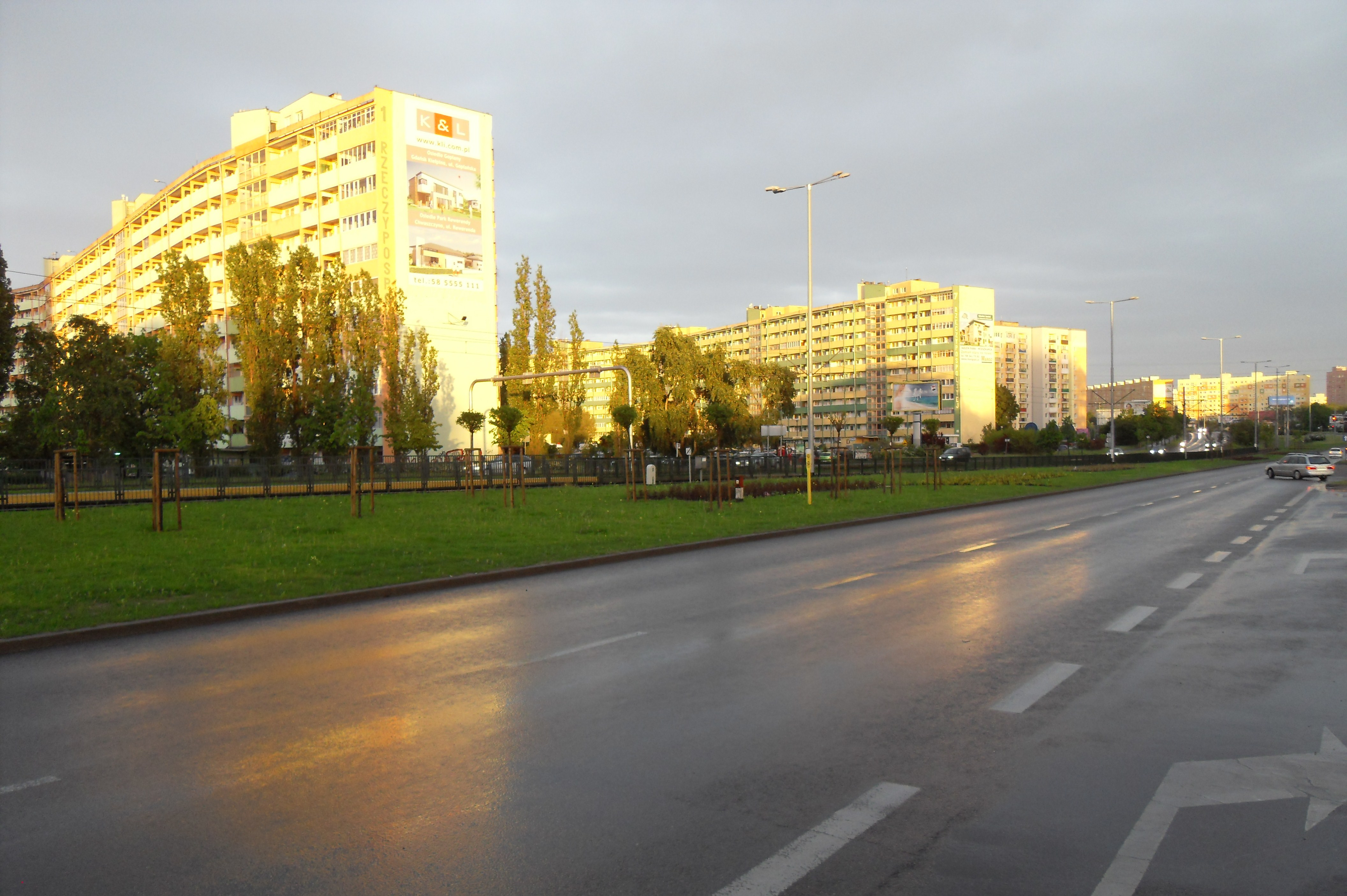
Aleja Rzeczypospolitej na Przymorzu
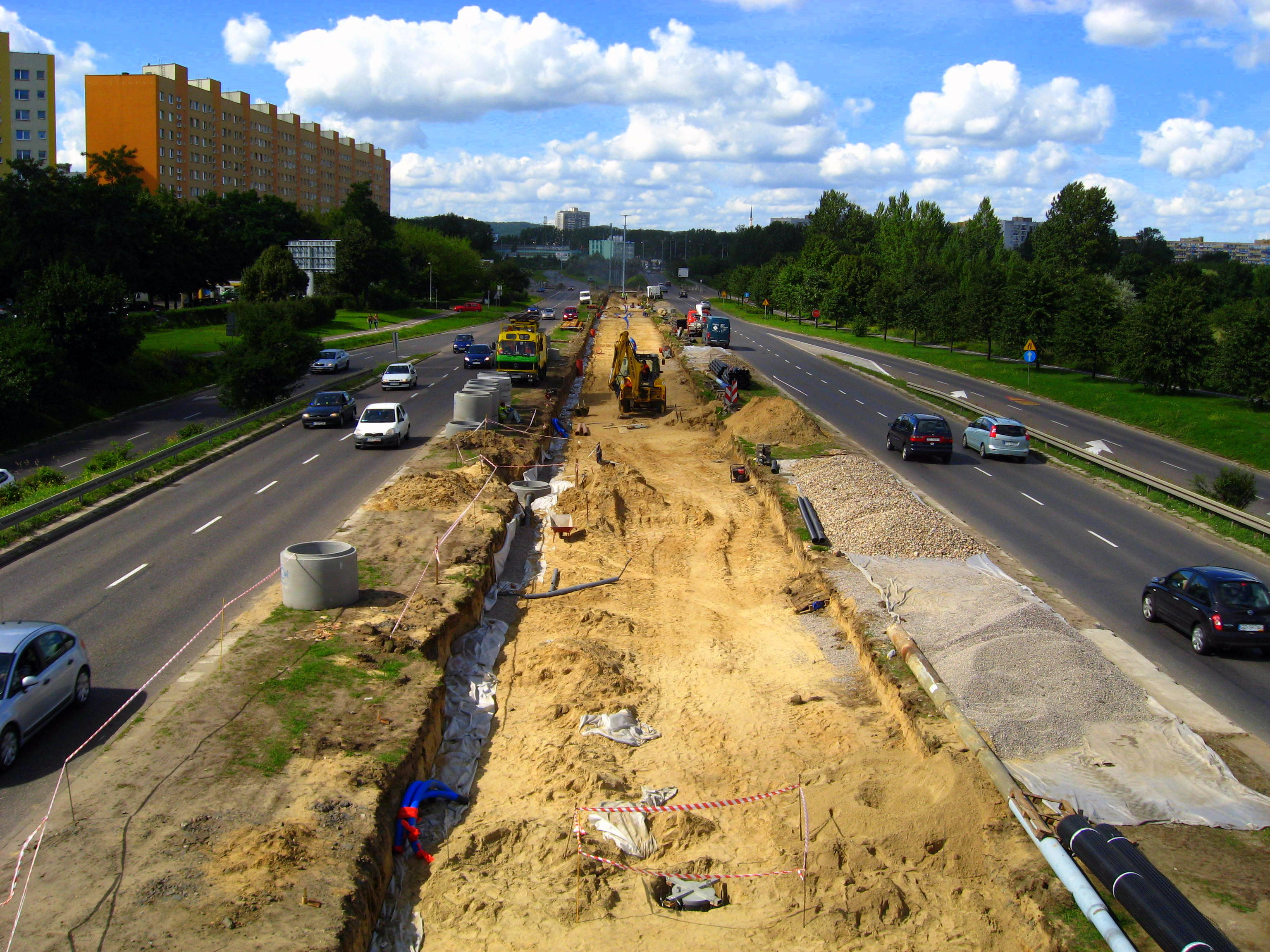
Zaspa, wymiana torowiska na al. Rzeczypospolitej, sierpień 2010
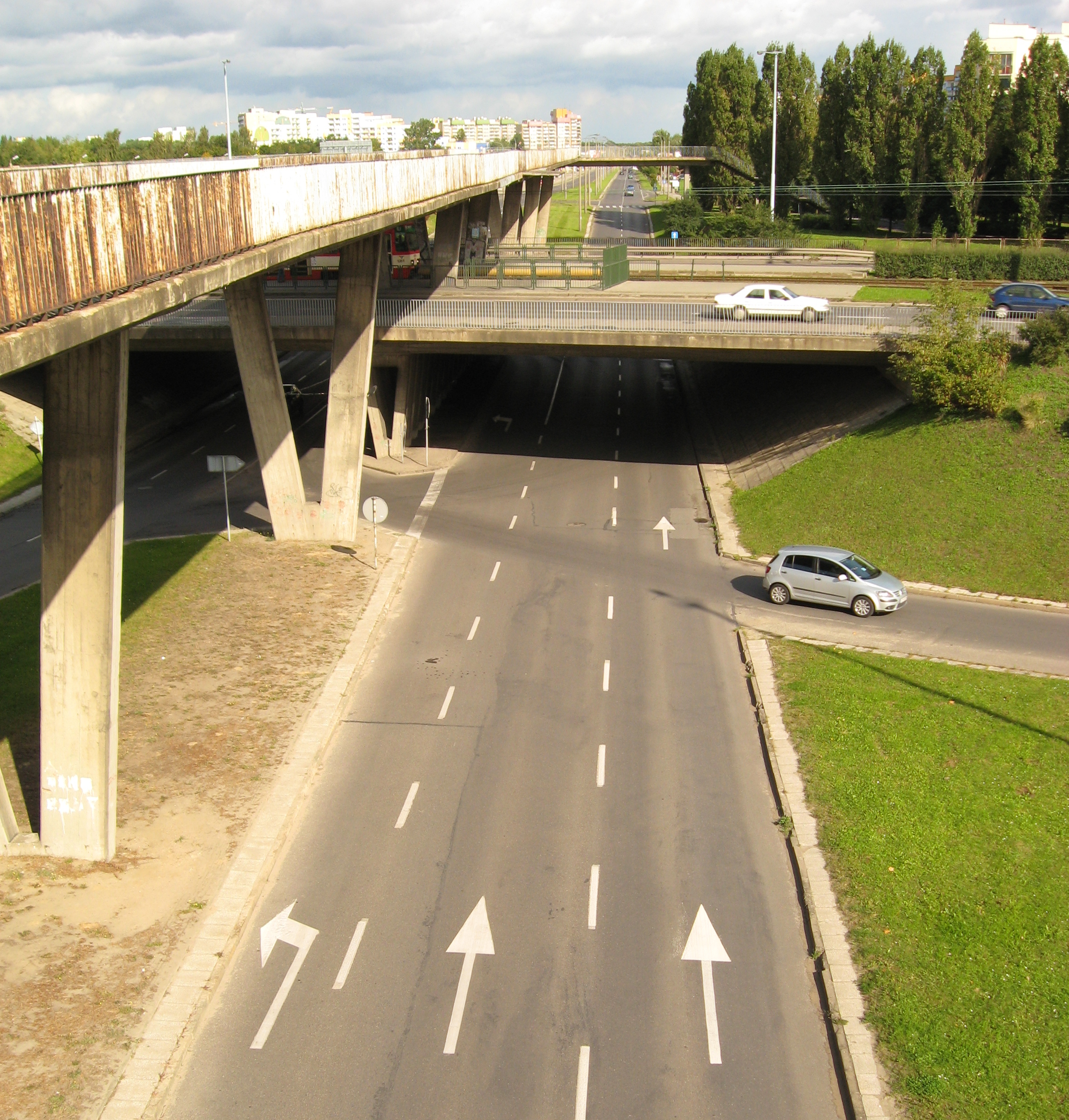
Zaspa, skrzyżowanie z al. Jana Pawła II
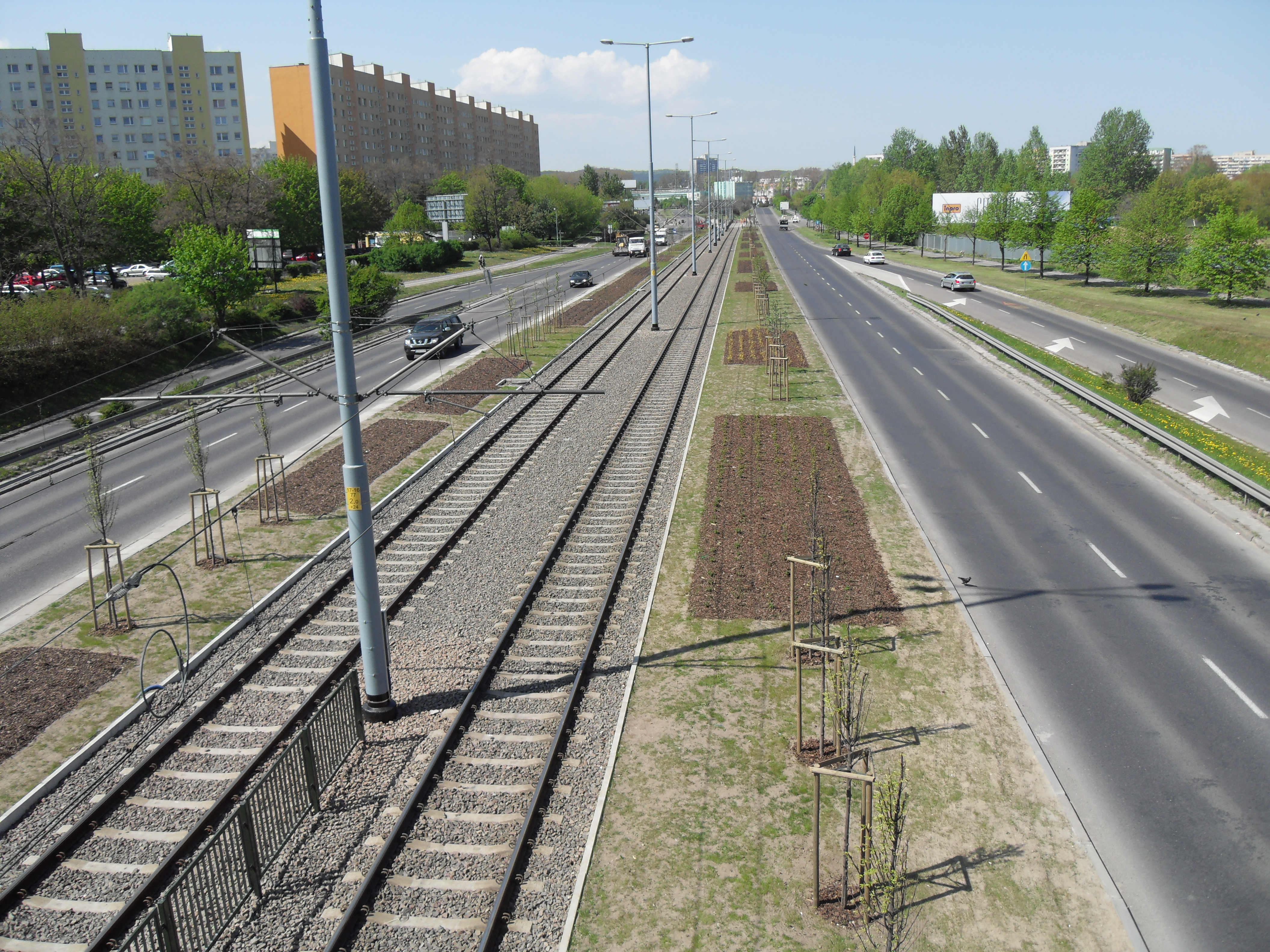
Zaspa, al. Rzeczypospolitej